# Monaster św. Anastazji Rzymianki w Żytomierzu
Monaster św. Anastazji Rzymianki – stauropigialny żeński klasztor prawosławny w Żytomierzu, w jurysdykcji Ukraińskiego Kościoła Prawosławnego Patriarchatu Moskiewskiego. 
Powstanie klasztoru jest związane z kultem relikwii głowy św. Anastazji Rzymianki, które przekazał arcybiskupowi wołyńskiemu i żytomierskiemu Modestowi patriarcha antiocheński Hieroteusz w latach 60. XIX w. Od 1903 relikwia ta, z inicjatywy arcybiskupa wołyńskiego i żytomierskiego Antoniego, była wystawiona dla kultu w dolnej cerkwi soboru katedralnego w Żytomierzu, której patronką była św. Anastazja. Cerkiew została zamknięta i zniszczona po 1935, zaś relikwie ostatecznie zaginęły po II wojnie światowej. 
Monaster został założony w 1999 przez biskupa żytomierskiego Guriasza w obiektach dawnego sanatorium w żytomierskiej dzielnicy Małewanka. Patronem głównej cerkwi klasztornej jest św. Sergiusz z Radoneża. W monasterze przechowywana jest uważana za cudotwórczą kopia ikony Matki Bożej „Wszystkich Strapionych Radość”.